# Сполинг, Ник
Ник Спо́линг (англ. Nick Spaling; 19 сентября 1988, Палмерстон, Канада) — профессиональный канадский хоккеист, центральный нападающий. Игрок клуба НХЛ «Сан-Хосе Шаркс».

## Игровая карьера
«Нэшвилл Предаторз» выбрал Ника Сполинга во втором раунде драфта 2007 года. 26 августа 2008 года Сполинг подписал с «Предаторз» контракт новичка. 7 июля 2011 года Сполинг подписал с клубом новый контракт, рассчитанный на два года. 25 июля 2013 года Сполинг подписал с «Нэшвиллом» контракт на один год и 1,5 миллиона долларов.
27 июня 2014 года «Нэшвилл» обменял Сполинга и нападающего Патика Хёрнквиста в «Питтсбург Пингвинз» на нападающего Джеймса Нила. 31 июля 2014 года Сполинг подписал с «Питтсбургом» контракт на два года со средней зарплатой 2,2 миллиона долларов.
1 июля 2015 года «Питтсбург» обменял Сполинга, нападающего Каспери Капанена, защитника Скотта Харрингтона, право выбора в третьем раунде драфта 2016 года (ранее приобретенное у «Нью-Джерси») и условный выбор в первом раунде в «Торонто Мейпл Лифс» на нападающих Фила Кессела и Тайлера Биггса, защитника Тима Эриксона и условный выбор во втором раунде драфта.
22 февраля 2016 года «Торонто» обменял Сполинга и защитника Романа Полака в «Сан-Хосе Шаркс» на нападающего Раффи Торреса и право выбора во вторых раундах драфта 2017 и 2018 годов.